# متحف التراث العماني
متحف التراث العماني أو صالة التراث العماني ويعرف اختصارًا باسم المتحف العماني، هو متحفٌ تراثيٌ يقع بالقرب من وزارة الإعلام في شارع الإعلام بمسقط في سلطنة عمان. كان قد افتُتح في 17 نوفمبر/تشرين الثاني 1974، ويحتوي على مجموعةٍ مفصلةٍ من المواد الأثريَّة والمعلومات وتتضمن الهندسة المعمارية والزراعة والمعادن وطرق التجارة ودهو والأسلحة النارية والفنون والحرف اليدوية في عُمان.